# 俄克喜林庫斯

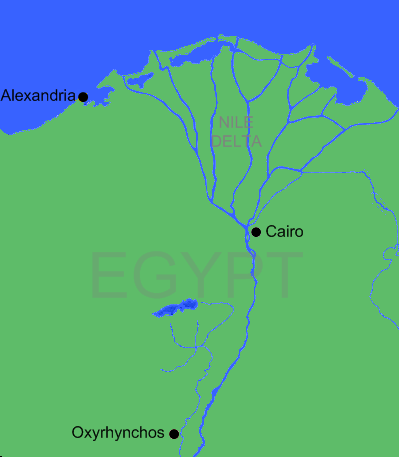
俄克喜林庫斯(Oxyrhynchus)的位置

俄克喜林庫斯(又譯：奧克西林庫斯、奧斯萊卡、俄西林古；英語：Oxyrhynchus；希臘語： ὀξύρρυγχος ，“尖鼻子”；古埃及語:Pr-Medjed；科普特語:Pemdje；現代埃及阿拉伯语:el-Bahnasa )是古埃及時期的上埃及城市。位於開羅西南偏南約160公里，即今明亞省境內，是重要的考古遺址。在二十世紀，俄克喜林庫斯地區被不斷發掘，因而發現大量紙莎草紙古文書。這些出土文書，追溯至托勒密和古羅馬時期的埃及，其中包括有：米南德的劇作和早期基督教文書──多馬福音的經文碎片。

## 起源
俄克喜林庫斯這個名字源自埃及神話一種居於尼羅河的魚。在神話中，這種魚吃掉神祇歐西里斯的陰莖，可是現在仍不能確定究竟是哪個品種的魚，其中一個可能性是經常在埃及藝術品上出現的中型淡水魚－－象鼻魚。俄克喜林庫斯出土的一個神魚的雕像，有很多象鼻魚的特徵。

## 歷史
俄克喜林庫斯坐落於尼羅河主流西面的約瑟運河。約瑟運河是尼羅河的支流，連接摩里斯湖和法尤姆綠洲。在古埃及時代，上埃及第十九諾姆的首府Per-Medjed建於其上。公元前332年，亞歷山大大帝征服埃及，Per-Medjed成為希臘城鎮，並命名為俄克喜林庫城邦（Oxyrhynchou Polis； οξυρρύγχου πόλις），即是“尖鼻子魚的城鎮”。
在希臘化時代，俄克喜林庫斯是一個繁榮的區域首府，埃及的第三大城市。埃及被基督教化之後，令俄克喜林庫斯聞名的，是市內的眾多教堂和修道院。在羅馬和拜占庭時期，雖然俄克喜林庫斯逐漸衰落，不過它仍然是一個重要的城市。阿拉伯在641年入侵埃及之後，運河系統日久失修，俄克喜林庫斯被放棄。現今El-Bahnasa市，建在部分的古代遺址之上。
千多年來，俄克喜林庫斯居民在城市範圍外，沙漠的多處地點傾倒垃圾。城市是建基於一條運河，而非尼羅河本身這一點是重要的；因為這意味著該地區，不會像沿河岸地區一樣，每年隨著尼羅河水位上升，而被洪水淹沒。運河乾涸，地下水位下降之後再沒有回升，加上尼羅河西面的地區幾乎不會下雨，所以俄克喜林庫斯的垃圾堆，逐漸被沙子覆蓋，然後被遺忘一千年。
因為希臘人和羅馬人對埃及施以官僚管治，加上俄克喜林庫斯是上埃及第十九諾姆的首府，所以傾卸場的物品包括大量的文件：會計賬目；報稅表；人口普查資料；發票；收據；行政、軍事、宗教、經濟、和政治問題的往來書信；各種證書和執照--所有這些都由政府辦事處定期清理出來，放在柳條編織的簍，然後傾倒在沙漠中。公民也把自己不想要的文件向傾卸場傾倒。因為紙莎草紙昂貴，紙張往往會重複使用：一份文件的一面可能是農場的帳目，另一面則是學生用的荷馬課文。因此，這些俄克喜林庫斯古卷，不但載有完整的俄克喜林庫斯的城市生活記錄，也記錄了它所屬的文明和帝國的生活面貌。
由於現代埃及的城市建築在俄克喜林庫斯的遺址之上，因此古城市本身從來沒有被發掘過。但是一般相信,該市有很多公共建築物，包括：一個可容納1萬1千名觀眾的劇場，一個競賽場，四間公共浴室，一間健身房和兩個位於約瑟運河的小港口。此外，它也可能建有軍營等軍事建築，因為俄克喜林庫斯於羅馬和拜占庭時期，曾多次支援軍事駐軍。在希臘和羅馬時期，俄克喜林庫斯建有崇拜：塞拉比斯、宙斯-阿蒙、赫拉-艾西斯、Atargatis-Bethnnis 和歐西里斯的神殿。此外，還有得墨忒耳、狄俄倪索斯、赫耳墨斯和阿波羅等希臘神殿；以及朱庇特和瑪爾斯等羅馬神殿。在基督教的時代，俄克喜林庫斯擁有主教席位，建在其遺址之上的現代城市，仍然有幾間古老的科普特基督教教堂。
1922年，著名埃及學家弗林德斯·皮特里在俄克喜林庫斯，發現柱廊及劇場的遺跡。不過到了現在，只有一條柱的一部份能保存下來，因為其他的物料，已經用來建設現代住宅。

## 發掘
在1882年，埃及名義上仍然是奧斯曼帝國的一部分，實際上則由英國管治，英國的考古學家開始有系統地探索該國。因為俄克喜林庫斯不被認為是古埃及的重要考古遺址，因此一直備受忽視。到了1896年，兩位來自牛津大学王后学院的年輕研究員－－伯納德·格非和亞瑟·亨特開始在遺址挖掘。他們很快意識到，氣候和機遇的獨特配合下，俄克喜林庫斯留下無與倫比的豐富古文物。
身為接受傳統教育的英國人，格非和亨特的興趣主要在於失落的古典希臘文學傑作，而俄克喜林庫斯可能藏有這些作品。他們知道亞里士多德的雅典政制，就是於1890年，藉著埃及紙莎草紙重現人間。這個希望激勵他們和他們的繼任者，在20世紀，繼續篩選和詳細查究一堆又一堆的俄克喜林庫斯垃圾。他們的努力獲得豐厚的回報：據估計，超過70％迄今發現的紙莎草紙文學著述，來自俄克喜林庫斯。這些文學著述，有人所共知的作品（很多作品的版本，比那些從中世紀留傳下來的手稿，顯然地更接近原始版本）；此外，也有古代偉大作家本已失傳的的作品。
雖然有數以萬計的紙莎草紙從俄克喜林庫斯出土，可是只有約10％是文學作品。其餘的是政府和私人文件：法令、登記冊、公函、人口普查表、稅單、法院紀錄、契約，遺囑、票據、帳目以及私人信件等等。不過，格非和亨特發現的文學作品，己足夠保持他們對找到更多作品的希望。在第一年的發掘，他們發現幾個索福克勒斯的劇作的一些部分，如Ichneutae等。此外，還有許多其他書籍和文獻的片段，包括不為當時的人知的基督教福音。這些發現，抓住了公眾的想像力。格非和亨特在英國的報紙發表文章和照片，提出理由表明他們的工作的重要性，並尋求捐款以維持發掘工作。
除了第一次世界大戰那幾年之外，格非和亨特專注於他們的工作，處理從俄克喜林庫斯出土的文物。從1896年至1906年的十年時間，每年的冬季，當埃及氣候在能忍受的範圍之內，二人會監督數百名埃及工人，開挖垃圾土堆，挖出層層緊緊擠壓著、混合了泥沙的紙莎草紙。然後紙莎草紙會被篩選和初步清潔，之後會運到格非和亨特在牛津的總部。暑假期間，格非和亨特會進一步清潔、整理、翻譯和比較當年出土的文書，把幾十個碎片和摘錄集合起來，整理成完整的文章。在1898年，他們出版關於二人的發現的首部著作。二人緊密合作，互相修改對方的文章，並共同出版刋物。不過，在1920年，格非死亡，留下亨特與其他合作者繼續工作，直到1934年，亨特死亡。與此同時，意大利發掘員返回遺址工作，從1910年至1934年間，挖掘出更多紙莎草紙文書，其中一些紙莎草紙碎片，跟格非和亨特早前發現的碎片,來自同幾卷古文書。

## 發現
雖然從俄克喜林庫斯，找到所有失傳的古文學作品的希望落空，不過仍然有很許多重要的希臘文獻在該遺址出土。這些包括品達的詩，莎孚和阿尔卡埃乌斯、阿爾克曼、伊比库斯和科里纳等人的的作品碎片。
也有歐裡庇得斯的Hypsipyle和大量米南德的劇作。此外，還發現最古老和完整的欧几里得的几何原本的圖表。還有蒂托·李维失落的書籍的節錄，這是找到的拉丁文學中最重要的。
從俄克喜林庫斯的發現中，得益最大的經典作家是雅典劇作家米南德（公元前342年-291年）。俄克喜林庫斯出土大量他的作品的紙莎草紙碎片，包括Misoumenos, Dis Exapaton, Epitrepontes, Karchedonios等。大大提高了米南德，在古典學者和希臘戲劇學者心目中的地位。
此外，也有基督教文献在俄克喜林庫斯出土。當中有早期的非正典和正典福音．也有其他材料如早期基督教聖詩，禱文，和信件等。

## 近況

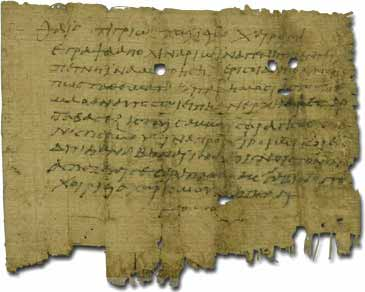
從俄克喜林庫斯出土的紙莎草紙，是一封用公元２世紀希臘文寫成的私人信件。信上的洞是由蟲造成的。

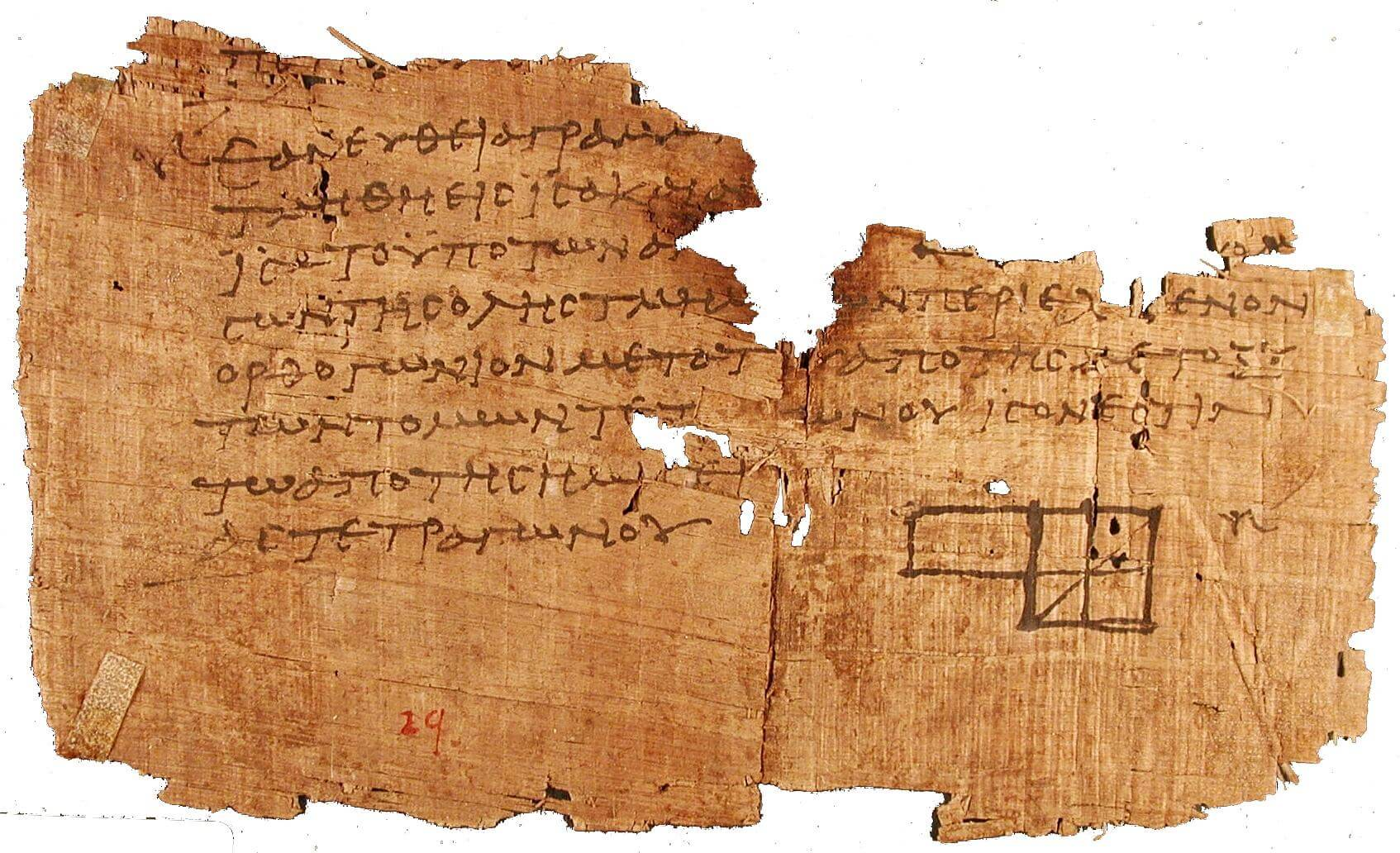
另一張由俄克喜林庫斯出土的紙莎草紙（公元75年-125年）──歐幾里得的幾何原本其中一個圖表。

自20世紀30年代開始，古卷的工作一直持續。在過去的二十年，這工作一直由牛津大學的彼得．帕森斯（Peter Parsons）教授監督。71巨册的俄克喜林庫斯古卷經已出版。這些古卷成為研究公元前4世紀至公元7世紀的埃及，的重要參考資料。他們對研究早期的基督教的歷史，也是極其重要的。因為在俄克喜林庫斯發現的文献，比其他地方發現的，有關基督教的文件的年代久遠得多。預期至少仍會繼續出版40册書。
自格非和亨特之後，學者對俄克喜林庫斯的研究焦點已經轉移，對諸如對找尋埃斯庫羅斯劇作的興趣減低，反之希望能增加對古代世界的社會、經濟和政治生方面的認識。而這一轉變令俄克喜林庫斯更加重要，因為俄克喜林庫斯出土的文件，大多是平凡的文書。也因此，這些文書能成為現代社會歷史學者最寶貴的資料。許多關於埃及和羅馬社會史和經濟史的著作，都依重俄克喜林庫斯的文書；而基督教的歷史的著作，也是一樣。
在1966年，出版俄克喜林庫斯古卷，正式成為英国国家学术院的一個主要研究項目，由牛津大學和倫敦大學學院共同管理，帕森斯帶領；首席研究員和管理員是尼科勞斯．戈尼斯博士；由英國社會科學院提供資金，直至1999年為止。自該年起，至2005年，藝術暨人文研究委員會給予這項目資助。現今，牛津大學的賽克勒圖書館藏有100,000件紙莎草紙的碎片，是世界上最豐富的古典手稿收藏。約有2,000項手稿以玻璃裝裱，其餘的則藏在800個箱內。
現在的重點，主要是出版這龐大數量的存檔材料。到了2003，已經有4,700項被翻譯，編輯和出版。現在維持大約每年出版一冊書。每一冊書包含的資料，涵蓋範圍廣泛的主題。編輯不但有資深專業人員，也有研究古代文稿抄本的博士生和大學本科生。
另一方面，與楊百翰大學合辦的一個項目──利用多頻譜影像技術，分辨以前難以辨認的字──非常成功。而因此能大量增加可閱讀的文献的可能性很大。

## 外部連結
- Oxyrhynchus Online（页面存档备份，存于）
- PBS NOVA scienceNOW feature on papyrus imaging (streaming video)（页面存档备份，存于）
- Report on the recent Egyptian-Spanish archaeological mission to the site（页面存档备份，存于）
- Oxford University Classics Department Oxyrhynchus Project
- Oxyrhynchus and the Gospel of Thomas（页面存档备份，存于）
- Article on new discoveries in the papyri（页面存档备份，存于） from The Independent on Sunday, April 17, 2005
- The Oxyrhynchus papyri vol. I, edited with translations and notes by Bernard P. Grenfell and Arthur S. Hunt at the Internet Archive
- The Oxyrhynchus papyri vol. II, edited with translations and notes by Bernard P. Grenfell and Arthur S. Hunt at the Internet Archive
- The Oxyrhynchus papyri vol. III, edited with translations and notes by Bernard P. Grenfell and Arthur S. Hunt（页面存档备份，存于） Cornell University Library Historical Monographs Collection.  Reprinted by Cornell University Library Digital Collections
- The Oxyrhynchus papyri vol. V, edited with translations and notes by Bernard P. Grenfell and Arthur S. Hunt at the Internet Archive
- The Oxyrhynchus papyri vol. VI, edited with translations and notes by Bernard P. Grenfell and Arthur S. Hunt at the Internet Archive
- The Oxyrhynchus papyri vol. VII, edited with translations and notes by Bernard P. Grenfell and Arthur S. Hunt at the Internet Archive
- The Oxyrhynchus papyri vol. VIII, edited with translations and notes by Bernard P. Grenfell and Arthur S. Hunt at the Internet Archive
- The Oxyrhynchus papyri vol. IX, edited with translations and notes by Bernard P. Grenfell and Arthur S. Hunt at the Internet Archive
- The Oxyrhynchus papyri vol. X, edited with translations and notes by Bernard P. Grenfell and Arthur S. Hunt（页面存档备份，存于） Cornell University Library Historical Monographs Collection.  Reprinted by Cornell University Library Digital Collections
- The Oxyrhynchus papyri vol. X, edited with translations and notes by Bernard P. Grenfell and Arthur S. Hunt at the Internet Archive
- The Oxyrhynchus papyri vol. XII, edited with translations and notes by Bernard P. Grenfell and Arthur S. Hunt at the Internet Archive
- The Oxyrhynchus papyri vol. XIII, edited with translations and notes by Bernard P. Grenfell and Arthur S. Hunt at the Internet Archive
- The Oxyrhynchus papyri vol. XIV, edited with translations and notes by Bernard P. Grenfell and Arthur S. Hunt at the Internet Archive